# Las
Las (llamada oficialmente San Cibrao de Las) es una parroquia y una entidad de población del municipio español de San Amaro, en la provincia de Orense, Galicia.

## Toponimia
La parroquia también es conocida por el nombre de San Ciprián de Las.

## Organización territorial
La parroquia está formada por nueve entidades de población:
- Alemparte
- Andrade
- A Torre
- Cristimil
- Español
- Figueiroa[6]
- Las
- Loucia[6]
- Piñeiro

## Demografía

### Parroquia
| Gráfica de evolución demográfica de Las (parroquia) entre 2000 y 2023 |
|                                                                       |
| Datos según el nomenclátor publicado por el INE.                      |

### Entidad de población
| Gráfica de evolución demográfica de Las (entidad de población) entre 2016 y 2023 |
|                                                                                  |
| Datos según el nomenclátor publicado por el INE.                                 |